# Rota aeronáutica
Rota aeronáutica é uma rota em que passam aviões, semelhante a uma rodovia para carros. É um corredor definido que conecta um local especificado a outro em uma altitude especificada, ao longo do qual uma aeronave que atende aos requisitos da via aérea pode ser usada.

Carta de aproximação aeroportos do Rio de Janeiro.

Rota aeronáutica é também denominada "Rota de Navegação Aérea", que são formadas por aerovias. Essas são classificadas, no Brasil, como de baixa (L) altitude ou de alta (H) altitude. A Organização de Aviação Civil Internacional é o organismo internacional que sugere normas para os países signatários quanto às regras de tráfego aéreo. Contudo, cada país tem autonomia para adequar essas regras para que venham a atender às peculiaridades de cada espaço aéreo. Nos Estados Unidos, as aerovias de baixa altitude são nomeadas pela letra V, seguida de um número (como o exemplo à direita). Já as aerovias de alta denominam-se como "Jet Routes", e se nomeiam pela letra J acompanhada de um número.